# MSV von der Goltz Tilsit
Der MSV von der Goltz Tilsit war ein deutscher Militärsportverein aus der gleichnamigen ostpreußischen Stadt, dem heutigen Sowetsk im russischen Oblast Kaliningrad.

## Geschichte
Der Verein wurde in den 1920ern als Polizei SV Tilsit gegründet; das genaue Gründungsjahr ist nicht überliefert.
Zur Saison 1935/36 gelang der Aufstieg in die Gauliga Ostpreußen, eine der seinerzeit 16 höchsten Spielklassen in Deutschland. Am Saisonende belegte die Mannschaft den zweiten Platz im Bezirk Gumbinnen und qualifizierte sich somit für die Endrunde um die Ostpreußische Meisterschaft 1936. In dieser belegte die Mannschaft in der Gruppe B lediglich den vierten und letzten Platz. Ab diesem Abschneiden avancierte der Polizei SV Tilsit zum führenden Verein in Tilsit und konnte seine Lokalrivalen Tilsiter SC und VfB Tilsit in den beiden gemeinsamen Folgespielzeiten hinter sich lassen.
1936 erfolgte die Abspaltung vom Polizeisportverein zum Militärsportverein MSV von der Goltz Tilsit. Der Name leitet sich von dem ehemaligen preußischen Außenminister August Friedrich Ferdinand von der Goltz ab, der 1807 den Tilsiter Friedensvertrag unterschrieb. Der Polizei-SV Tilsit existierte parallel weiter. Dem MSV von der Goltz Tilsit gelang die Qualifikation für den Tschammerpokal 1936, bei dem der Verein nach einer 0:2-Heimniederlage gegen den SV Hindenburg Allenstein in der ersten Runde ausgeschieden ist. In der Saison 1936/37 wurde durch einen dritten Platz im Bezirk Gumbinnen die Endrunde knapp verpasst. 1937/38 wurde der Verein erneut Zweiter in Gumbinnen, aber wieder war er in der Endrunde chancenlos und wurde mit einem Sieg und fünf Niederlagen letzter der Gruppe B. In der erstmals eingleisig ausgetragenen Gauliga 1938/39 erreichte der MSV Platz sieben von zehn teilnehmenden Mannschaften. Durch den Beginn des Zweiten Weltkrieges 1939 konnte der Militärsportverein nicht mehr am Spielbetrieb der Gauliga teilnehmen und zog sich aus dieser zurück. Das letzte Mal überregional in Erscheinung trat der MSV von der Goltz Tilsit 1941, als sich der Verein für den Tschammerpokal 1941 qualifizierte. Aus unbekannten Gründen, vermutlich kriegsbedingt, verzichtete Tilsit jedoch auf die Austragung der Erstrundenpartie gegen den VfB Königsberg, so dass dieser kampflos eine Runde weiter kam.
Nach dem Zweiten Weltkrieg wurde das zum Deutschen Reich gehörende Tilsit von der Sowjetunion annektiert. Der MSV von der Goltz Tilsit wurde – wie alle übrigen deutschen Vereine und Einrichtungen – zwangsaufgelöst.

## Erfolge
- Zugehörigkeit zur Gauliga Ostpreußen 1935/36 (als Polizei SV Tilsit), 1936/37, 1937/38, 1938/39
- Teilnahme am Tschammerpokal 1936, 1941